# Hohenmirsberger Platte

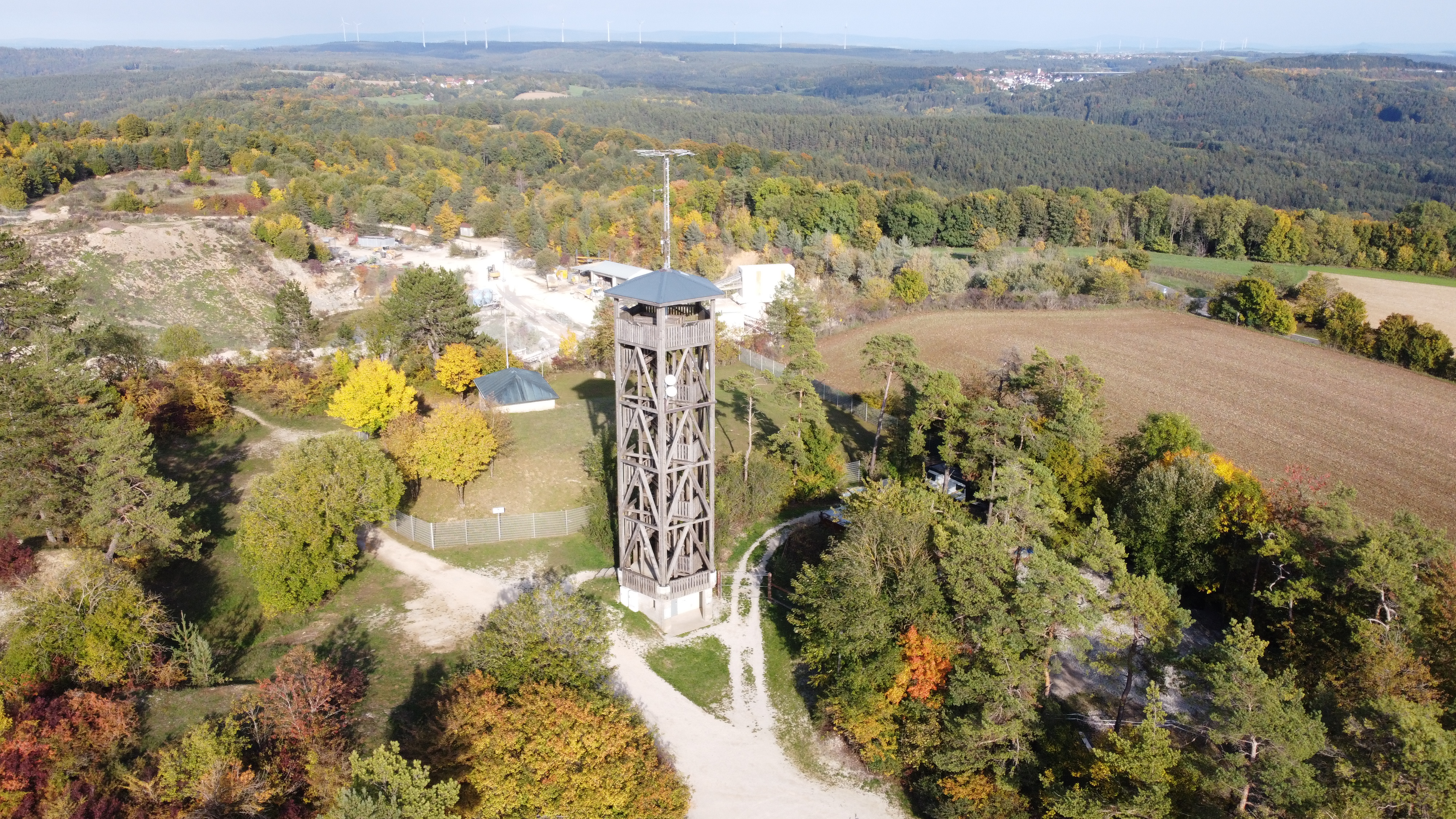
Hohenmirsberger Platte mit Aussichtsturm und Steinbruch

Die Hohenmirsberger Platte ist ein Berg in der Fränkischen Schweiz.

## Topografie
Mit 614 m ü. NHN ist die Hohenmirsberger Platte eine der höchsten Erhebungen des Frankenjura. Sie liegt nordöstlich der Ortschaft Hohenmirsberg im Landkreis Bayreuth, wenige Kilometer von der Ausfahrt Trockau der Autobahn A 9 entfernt.
Die obere Gesteinsschicht besteht aus Kalkstein des Oberjuras, darunter folgen Eisensandstein und Tongestein der Amaltheenton-Formation.

## Tourismus
Auf der Hohenmirsberger Platte wurde ein Geozentrum eingerichtet, das aus mehreren Komponenten besteht:
- Im Jahr 2008 wurde ein Turm in Holzbauweise mit einer Aussichtsplattform in 22 Meter Höhe errichtet, die einen Panoramablick über die östliche Fränkische Schweiz ermöglicht.
- Auf einem „Fossilklopfplatz“ können unter fachkundiger Anleitung Fossilien (z. B. von Ammoniten) gefunden, präpariert und anschließend mitgenommen werden.
- Um und durch Hohenmirsberg führt ein fünf Kilometer langer Geopfad. Er umfasst einen Geologie- und Naturpark-Pavillon sowie Schautafeln zu Themen Geologie der Hohenmirsberger Platte, Kulturlandschaft Fränkische Schweiz, Sagen und Geschichten, Jurakalk-Verarbeitung und -Veredelung, Ortsgeschichte Hohenmirsbergs, und Ackerwildkräuter.[2]

## Wirtschaft
An der Nordseite der Hohnmirsberger Platte wird in einem Steinbruch Kalkstein abgebaut. Der Aussichtsturm auf dem Gipfel wird als Rundfunksender genutzt (→ Aussichtsturm Hohenmirsberger Platte).